# Fundação Municipal de Cultura de Ponta Grossa
A Fundação Municipal de Cultura de Ponta Grossa foi uma fundação do município brasileiro de Ponta Grossa, no Paraná. O órgão teve por finalidade acompanhar, planejar, promover, coordenar e executar as ações culturais do Poder Público Municipal. 
Inicialmente, a área cultural do município funcionava junto ao Departamento Municipal de Educação, criado em 1954. A atual configuração da entidade, dentro da administração indireta municipal, passou a funcionar a partir de janeiro de 2013, com o nome de Fundação Municipal de Cultura. Dentre as principais atividades, é responsável pelo Carnaval, Semana de Cultura, agenda e outras ações culturais do município de Ponta Grossa.

## História
O primeiro Departamento de Cultura de Ponta Grossa passou a funcionar quando foi instituída a Secretaria Municipal de Educação e Cultura, em agosto de 1977. Por meio da Lei nº 5733/1996, de 20 de dezembro de 1996, a Cultura passou a ser representada como pasta própria no âmbito da administração municipal, sendo criada a Secretaria Municipal de Cultura. Em 26 de janeiro de 2001, a gestão municipal estabelece que o órgão cultural passa a funcionar como entidade da administração municipal indireta, sendo instituída a Fundação Cultural Ponta Grossa. Em 29 de dezembro de 2005 é instaurada a Lei que extingue a Fundação Cultural Ponta Grossa e cria a Secretaria Municipal de Cultura, junto à estrutura administrativa do poder executivo pontagrossense.
Em 01 de Janeiro de 2022 foi elevada a categoria de Secretaria Municipal de Cultura de Ponta Grossa.

## Galeria Gestor
- 08/20213 Alberto Schramm Portugal
- 07/2013 Fernando Rohnelt Durante
- 06/2013 Paulo Eduardo Goulart Netto[2].
- 05/2013 - Leopoldo Guimarães da Cunha Neto (interino)
- 01/2013 – Claudio Jorge Guimarães
- 2013-Atual
- 2005-2012 Elizabeth Silveira Schmidt
- 05/2004 - Edson Armando Silva
- 2001-2004 Ana Maria de Holleben
- 1999-2000 Adilson Vieira Simões
- 07/1999 - Reinaldo Ansbach (interino)
- 05/1998 - Weider Barreto Aguiar
- 04/1997 - João Carlos Gomes (interino)
- 03/1997 - Leocir Pasetti (interino)
- 01/1997 - Adilson Vieira Simões
- 1997-1999
- 1993-1996 Railda Alba Francisca Schiffer
- 1989-1992 Marco Antonio Razouk
- 1983-1988 Francisca Isabel de Oliveira Maluf
- 1980-1982 Railda Alba Francisca Schiffer
- 1977-1980 Amilton Alece
- 1973-1976 Valdevino Lopes
- 1969-1972 Roberto Ehike Junior
- 1968-1968 Dércia do carmo Noviski
- 1966-1968 Antonio José França Satyro

## Mansão Villa Hilda

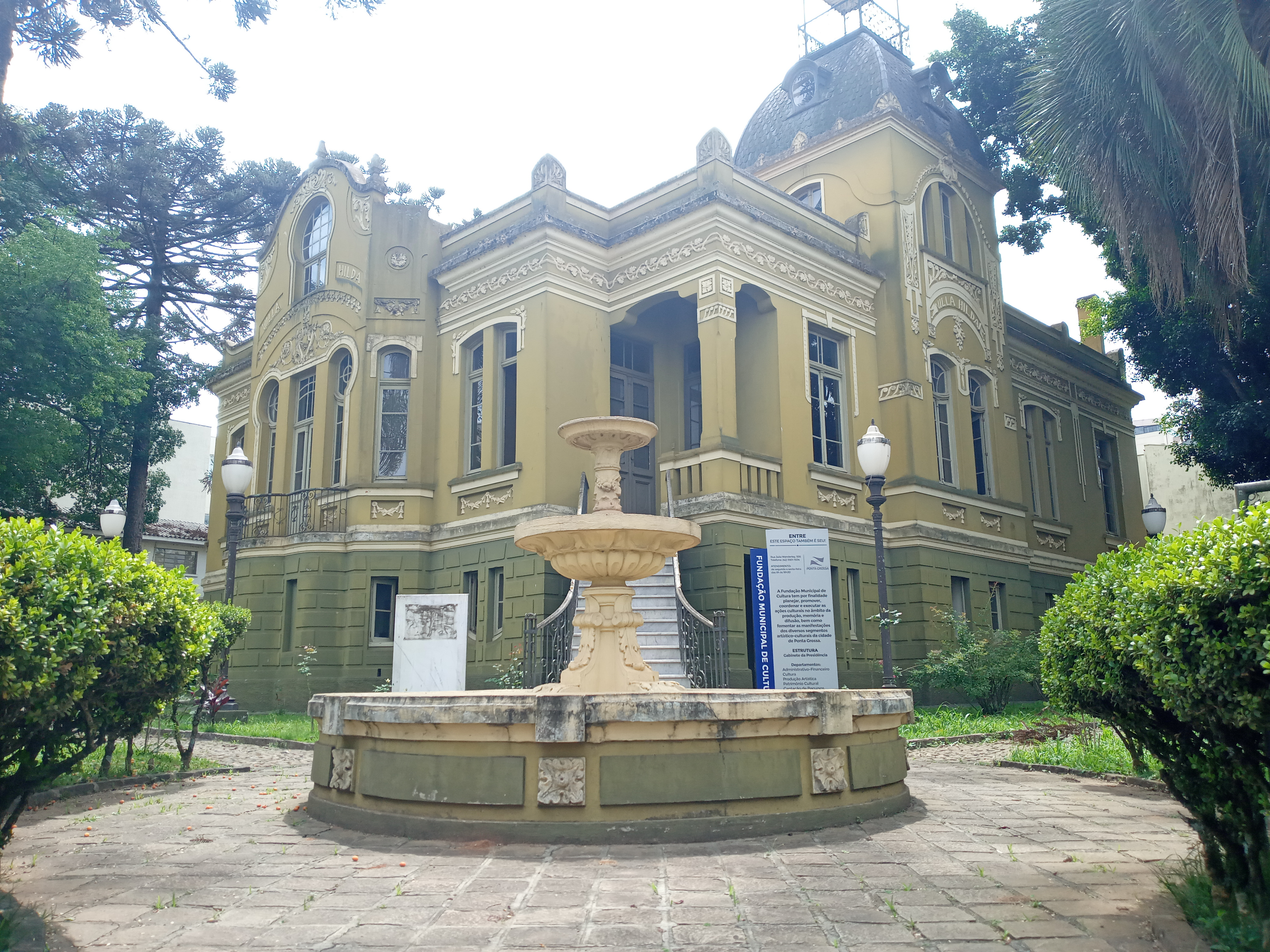
Mansão Villa Hilda, atual sede da Fundação Municipal de Cultura.

Sede da Fundação, está localizada na Rua Júlia Vanderlei, 936, Mansão Vila Hilda. O imóvel foi construído em 1926 por Alberto Thielen, industrial, comerciante e figura de destaque na história de Ponta Grossa. O nome da mansão é uma homenagem a sua esposa Hilda Thielen. O casarão possui dois pavimentos que abrigavam a família e os serviçais da casa. O interior da mansão possui pinturas que retratam motivos europeus além de paisagens locais. Foi tombado como Patrimônio Cultural do Paraná em 1990.
A partir de 1966, após desapropriação pelo poder público, mediante indenização em dinheiro, recebeu as instalações da Biblioteca Pública, que pertencia ao Departamento de Educação e Cultura. Desde então, abriga a estrutura administrativa cultural do município. Na atualidade, é sede da Fundação Municipal de Cultura.

## Unidades Culturais
- Casa da Dança
- Casa da Memória Paraná

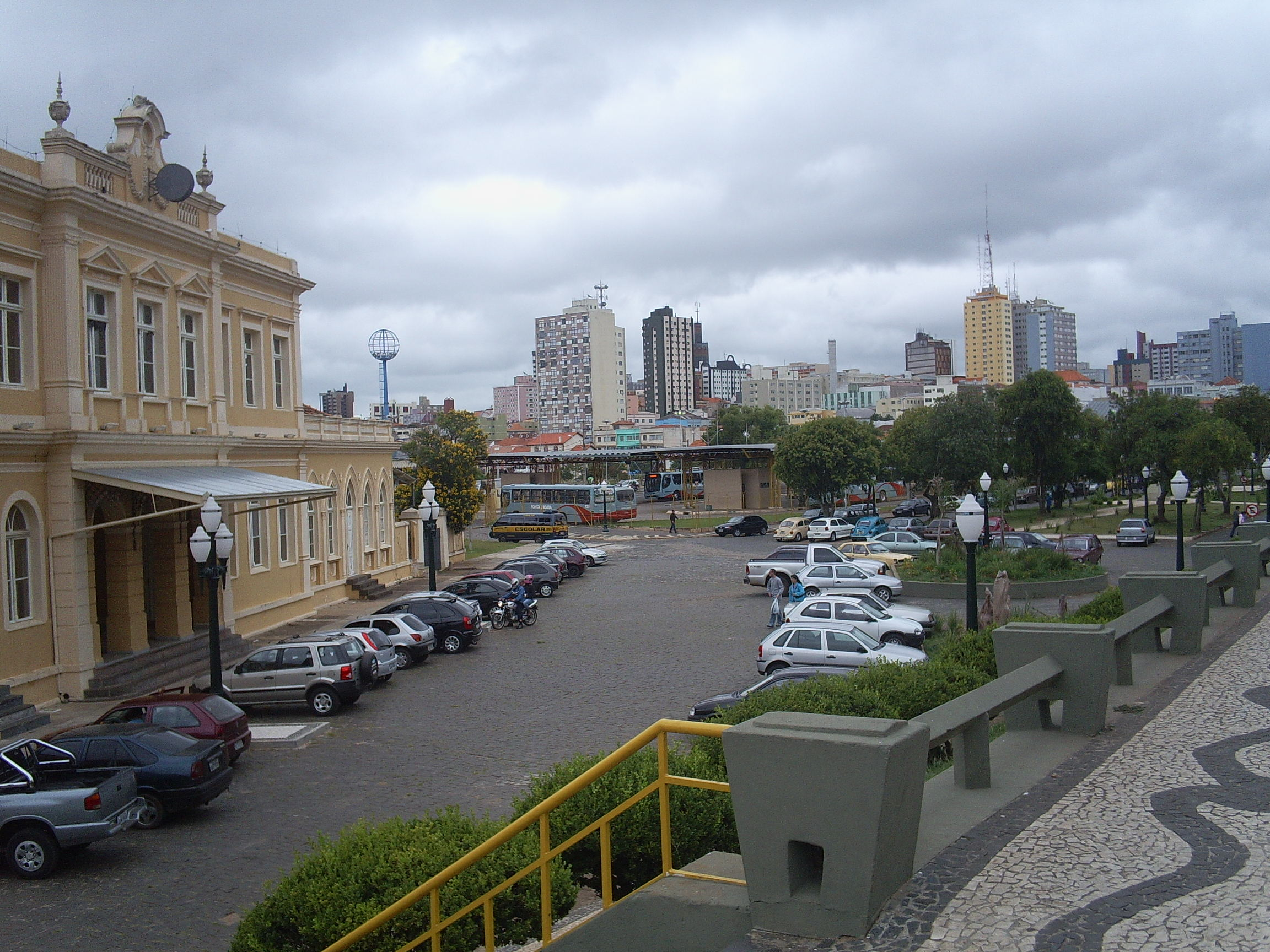
Estação Saudade, antiga sede da Biblioteca Municipal.

- Centro de Cultura Cidade de Ponta Grossa
- Cine-Teatro Ópera